# Villads Villadsen (Schriftsteller)
Villads Jørgen Gabriel Ove Villadsen (* 11. Januar 1916 in Avannarliit; † 22. Januar 2006 in Qasigiannguit) war ein grönländischer Schriftsteller, Dichter, Komponist, Katechet und Lehrer.

## Leben
Villads Villadsen war der Sohn des Jägers Peter Jakob Josef/Jes Villadsen (1886–1937) und dessen Frau Julie Judithe Maren Johansen (1887–1937). Er heiratete am 25. Februar 1945 die ostgrönländische Wäscherin Birgitte Gerda Kãsuarpâse Ajivalik Manikutdlak (1921–1979), Tochter von Martin (1899–?) und seiner Frau Valborg Maratse (1898–?).
Ab 1932 besuchte er die Efterskole in Aasiaat und ab 1934 die Hochschule in Nuuk. Zwei Jahre später wechselte er an Grønlands Seminarium, das er 1938 abschloss. Direkt anschließend wurde er als Oberkatechet und Lehrer in Tasiilaq angestellt, wo er seine Frau kennenlernte. Von 1938 bis 1945 war er auch ehrenamtlich Lehrer an der Abendschule in Tasiilaq. 1945 wechselte er nach Qeqertarsuaq. Dort war er von 1946 bis 1960 in der Pfadfinderbewegung engagiert. Außerdem gründete er 1946 den Gesangschor KEP. 1961 kehrte er nach Tasiilaq zurück. Auch dort gründete er einen Gesangschor und 1962 die Pfadfinderbewegung. 1967 wurde er in Qasigiannguit angestellt. Dort war er Mitinitiator des Qasigiannguit-Museums. Er setzte sich außerdem für den Tourismus ein. Auch in Qasigiannguit gründete er mehrere Chöre.  Er war ab 1967 Lokalkorrespondent für Kalaallit Nunaata Radioa. Er war Vorsitzender des Kirchengemeinderats von Qasigiannguit und von 1969 bis 1971 Richter am Kreisgericht. Von 1979 bis 1988 war er Vorstandsmitglied der Atassut. 1988 wurde er pensioniert.
Sein wichtigstes Verdienst jedoch sind seine dutzenden Romane, Lehrbücher, Artikel, Liedtexte, Kompositionen, Gedichte und Theaterstücke. Als wichtigste Werke gelten sein Debütroman Jensi („Jens“) von 1958 und sein Gedichtszyklus Nalusuunerup taarnerani („In der Dunkelheit des Heidentums“) von 1965. Er war Mitglied der Schriftstellervereinigung.
1974 erhielt er den Kulturpreis der Landesvereinigung Grönland und 1979 den Preis der Dänisch-Grönländischen Kulturstiftung. 1982 wurde er mit der Kongelige Belønningsmedalje 2. Klasse mit Krone ausgezeichnet. 1985 erhielt er den Grönländischen Kulturpreis. Am 6. September 1991 erhielt er den Nersornaat in Silber. 1996 wurde er zum Ritter des Dannebrogordens ernannt. Villads Villadsen starb am 22. Januar 2006 wenige Tage nach seinem 90. Geburtstag in Qasigiannguit. Die 2009 eröffnete Efterskole Villads Villadsen in Qasigiannguit wurde nach ihm benannt.